# Chalom Messas
Pour les articles homonymes, voir Messas (homonymie).
Chalom Messas (13 février 1909[réf. nécessaire] - 12 avril 2003) est le Grand-rabbin de Casablanca, puis le Grand-rabbin du Maroc, et enfin le Grand-rabbin de Jérusalem durant 25 ans.

## Biographie
Chalom Messas est né le 13 février 1909[réf. nécessaire] à Meknès. Son père est le rabbin Maïmon Messas. Il porte le prénom de son grand-père paternel. Il descend du fameux rabbin Réfaël Berdougo, surnommé « l'ange Réfaël ». Il épouse Jamila Elkrief fille de Moche Elkrief. Ils ont 14 enfants.
Il est rabbin de Casablanca (1934-1945), puis grand-rabbin du Maroc (1945-1978). A la demande du grand-rabbin d’Israël, le Rav Ovadia Yosef, il est nommé en 1978 grand rabbin de Jérusalem, et quitte le Maroc. Il décède le 12 avril 2003 dans sa résidence a Jérusalem.
Il est le grand-oncle de la journaliste franco-marocaine Ruth Elkrief.
Il est le père des rabbins David Messas (1934-2011) et Abraham Messas et le grand-père du Rabbin Ariel Messas, fils du Grand rabbin David Messas, et du Rabbin Moshe Hai (Philippe) Tapiero, et du Rabbin Imanouel Chaoul Tapiero, fils de sa fille Rubis. il est l’arrière grand père du Rabbin Mickael Abehsera, fils de Michèle Abehsera, fille de Rubis Tapiero.[réf. nécessaire]

## Ouvrages
Il est l’auteur de plusieurs recueils majeurs de décisions halakhiques :
- Mizrah chémèch (Le Lever du soleil) traite des mélanges en général: lait-viande en particulier
- Beit Chemech (la maison du soleil) sur Moïse Maïmonide
- Vé 'Ham Hachemech (le soleil est chaud): discours pour raviver la flamme qui est en chacun
- Tévou’ot chémèch (Les produits mûris par le soleil), 4 vol responsa
- Chémèch oumagen  (Le soleil et le bouclier), 4 vol, responsa qui vise à l'origine à défendre les positions de l'auteur dans tevou'ot chémèch
- Vézéra'h hachéméche (livre des prières quotidiennes).